# يحيى بن المطهر
يحيى بن مطهر بن إسماعيل، حفيد القاسم بن محمد الحسني، مؤرخ وأديب من أهل صنعاء ولد سنة 1190هـ - 1852م. له كتب كثيرة ومنها:
- الروض الباسم في معرفة أولاد الإمام القاسم. في الأمبروزيانة (الرقم555) 22 ورقة
- العطاء والمنن. في التاريخ، جعله ذيلاً لكتاب «بهجة الزمن» لجد والده يحيى بن الحسين ابن القاسم.
- بلغة المرام. رحلة غلى مكة والمدينة
- العنبر الهندي في سيرة المهدي.
- شرح سنن النسائي.

وغيرها من الكتب، توفي سنة 1268هـ - 1852م.